# OYQ-3

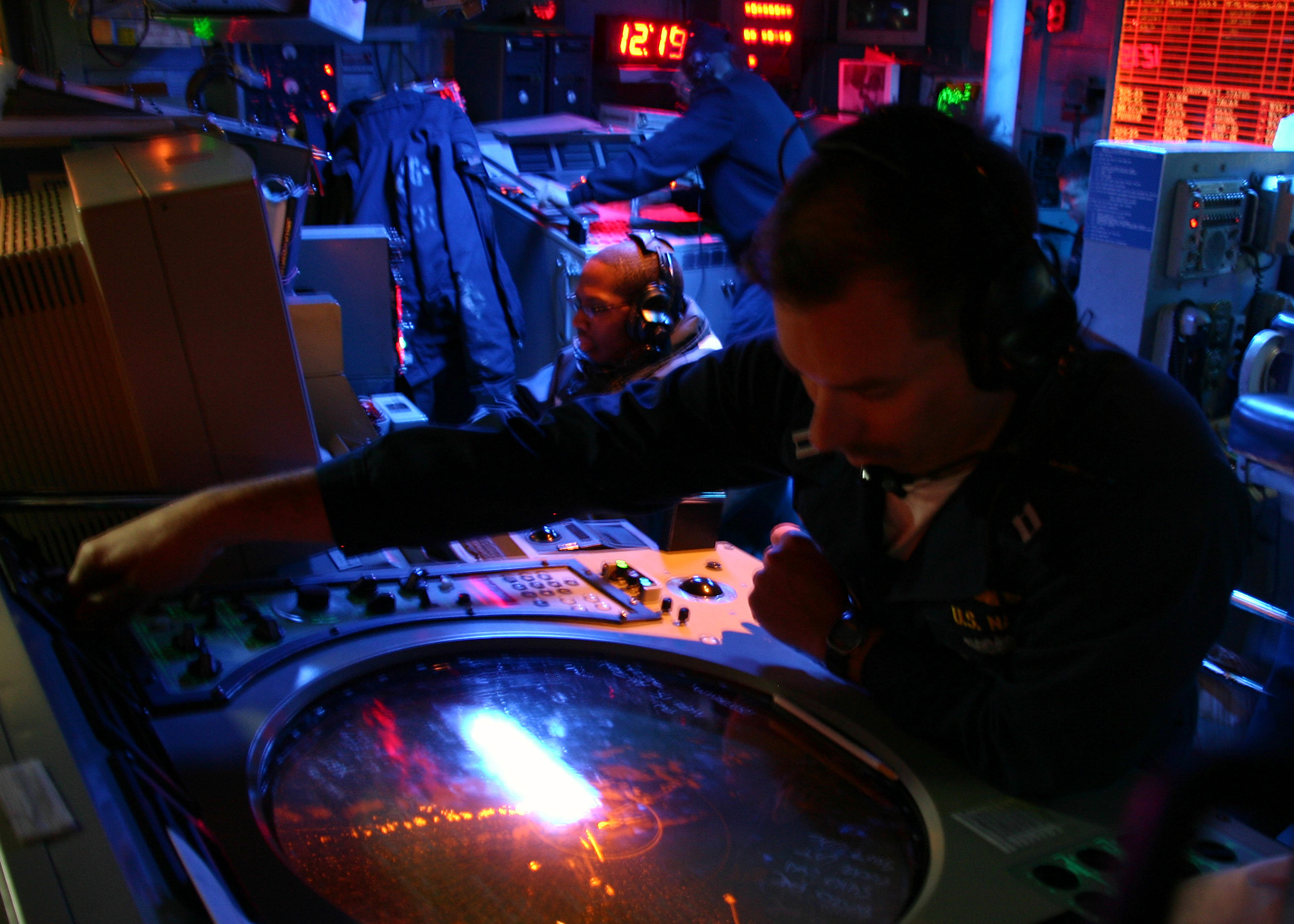
OJ-197/UYA-4コンソール
(※写真は米艦搭載の同型機）

情報処理装置 OYQ-3（英語: Tactical Data Processing System, TDPS）は、海上自衛隊のC4Iシステム（戦術情報処理装置）の一つ。

## 来歴
海上自衛隊においては、第3次防衛力整備計画（3次防）時代のたちかぜ型（46DDG）より戦術情報処理装置の装備化に着手した。当初搭載された目標指示装置 (WES) は、先行する「あまつかぜ」（35DDG）で搭載されていた目標指示装置（WDS Mk.4）を原型に、海軍戦術情報システム（NTDS）の技術を導入してデジタルコンピュータ化したものであったが、基本的には武器管制機能に留まり、リンク 11は実装されていなかった。
またこれと並行して、海上自衛隊では指揮・統制システム（command and control system, CCS）の検討を進めていた。WESの導入もこの文脈に沿ったものであったが、1970年3月には、ソフトウエアの整備体制（土台）の確立と、陸上システム、艦艇システム及び航空機システム（3本の柱）の整備という基本構想が確立された。陸上システムとしては自衛艦隊司令部の作戦情報処理システムを国産により開発することとなり、これは後に自衛艦隊指揮支援システム（SFシステム）として結実した。一方、航空機システムは次期対潜機（PX-L）がらみとされ、また艦艇システムのうち潜水艦システムは気運がまだ熟していないとして見送られたことから、水上艦システムのみが推進されていくことになった。
当時、第4次防衛力整備計画（4次防）において、従来の4,700トン型DDHの実績を踏まえて、対潜・対空捜索能力や近接対空能力、部隊指揮機能等を向上させた5,200トン型DDHの建造が計画されていた。そして同型において、部隊対潜戦指揮支援機能の向上を目的として、水上艦艇用の指揮統制システムが導入されることになった。これが本機である。

## 構成
WESがWDSをデジタルコンピュータ化するかたちで開発されたのに対し、本機はスプルーアンス級駆逐艦の戦術情報処理装置をモデルとして開発された。当初、主な構成機器は下記の通りであり、武器管制機能をもたない一方で、大型のOJ-197コンソールを導入するなど状況判断機能を強化し、また海上自衛隊では初めて、戦術データ・リンクとしてリンク11の運用に対応した。開発には、WESに引き続いて米UNIVAC社が協力しているとされている。
- 電子計算機 - CP-642B/USQ-20×2基
- TDSコンソール
  - 追尾員用 - OJ-194B/UYA-4×3基
    - 対空目標追尾員（Air Detection and Tracker: AD/T）
    - 水上目標追尾員（Surface Detection and Tracker: SD/T）
    - 追尾監理員（Track Supervisor/ Identification: TS/ID）

  - 管制官用 - OJ-194B/UYA-4×2基
    - 戦術評定官（Evaluator: EVAL）
    - 航空機管制官（Helo Control: HC）

  - 群司令部用コンソール - OJ-197/UYA-4×1基

ただし武器管制機能とは連接されておらず、砲システムと短SAMシステムは国産のTDS-2目標指示装置（Target Designation System）による武器管制を受けていた。TDPSにおいてセンサー情報の入力・脅威評価を行って高脅威目標を選定したのち、その目標情報をTDSに送出し、武器管制を行うこととされていた。なお、TDS-2や、SFCS-6水中攻撃指揮装置やOQA-201ソノブイ信号処理装置（SDPS）等のサブシステムには、新型のデジタル・コンピュータであるAN/UYK-20が導入されており、艦全体で計9基が搭載されていた。
なお、5,200トン型DDHでは、新たに強力な広域対潜センサーとして曳航式パッシブ・ソナー（TACTASS）、またその捜索能力に対応するためのOYQ-101 対潜情報処理装置を後日装備化している。これにより、艦のソナー（艦首装備ソナーと曳航ソナー）、ヘリコプター装備のソナー（吊下式ソナーとソノブイ）の目標探知状況・識別結果、攻撃状況、探知を失った場合の目標推定位置などを統合処理・管制できるようになり、8艦6機体制による本格的な艦隊航空対潜戦時代の到来に対応した指揮・統制能力が具備されていた。ただし当初、OYQ-3とOYQ-101は連接されていなかった。
その後、1990年代後半に入って、機器の老朽化と性能の陳腐化を受けて近代化改修が計画された。これは、電子計算機を新世代のAN/UYK-44に更新するとともに、TDSの機能をTDPSに統合、ASWDSとTDPSを連接するものであり、これに伴い名称もOYQ-3 TDPSからOYQ-3B CDS（Combat Direction System）に変更された。「しらね」は1997年12月から1998年4月にかけて、また「くらま」は1999年3月から8月にかけて改修を受けた。ただし「しらね」のOYQ-3Bは2007年12月の火災事故で全損したため、退役予定であった「はるな」のOYQ-6-2を移植して搭載している。